# 中山史奈
中山 史奈（なかやま ふみな、1985年〈昭和60年〉3月6日 - ）は、東京都出身の元グラビアアイドル、元タレントである。本名は、根中 景子（ねなか けいこ）。元ジールアソシエイツ所属で、活動期間は1999年（平成11年）から2001年（平成13年）だった。実姉は梨花。

## 略歴
東京都墨田区出身。姉の梨花と同じく東京女子学園中学校に在籍していたが、1999年に『3年B組金八先生』へ出演したことをきっかけに芸能活動を開始したのにともない墨田区立の中学校へ転校した。公立中学校卒業後は、北豊島高等学校に進学したものの、諸般の事情にともない大原高等学校に転校した。
デビュー後は雑誌のグラビアや、みのもんた司会のバラエティー番組にレギュラー出演したが、2001年（平成13年）6月、自ら起こした毒物及び劇物取締法違反の触法行為により現行犯逮捕され勾留され、後に起訴され有罪となった。
所属していた芸能事務所が契約解除を通達し解雇され、通学していた高等学校も中途退学して芸能関係の仕事に復帰する事が事実上不可能となり、デビューからわずか2年余りで完全引退に追い込まれた。
引退後は一般の仕事に従事し、2010年2月に男児を出産した事を姉の梨花が報告した。

## 出演

### テレビドラマ
- 3年B組金八先生第5部 （TBSテレビ） - 阿部カオル役
- ココだけの話第5回『卒業儀式』
- R-17（テレビ朝日） - 橘冴子役

### バラエティー
- 年中夢中コンビニ宴ス

### CM
- 大塚製薬「アルフェミニ」

### イメージビデオ
- 天然美少女ペットアイドル（ソフトオンデマンド、SOFT-019）